# Orient Securities
Orient Securities (DFZQ) — китайская финансовая компания, одна из крупнейших брокерских компаний КНР. Штаб-квартира расположена в Шанхае. В списке крупнейших компаний мира Forbes Global 2000 за 2021 год заняла 1663-е место (1564-е по чистой прибыли, 787-е по активам).

## История
Компания была основана 10 декабря 1997 года. В марте 2015 года акции Orient Securities были размещены на Шанхайской фондовой бирже, а в июле 2016 года — также и на Гонконгской фондовой бирже.
Крупнейшим акционером Orient Securities является Shenergy Group (25,27 %), ещё 4,94 % акций принадлежит China National Tobacco Corporation.

## Деятельность
Сеть компании на 2020 год насчитывала 177 отделений, наибольшее их количество было в Шанхае (46), а также в провинциях Гуандун (14), Чжэцзян (14), Цзянсу (14) и Ляонин (11).
Выручка за 2020 год составила 27,6 млрд юаней, из них 8 млрд пришлось на комиссионные доходы, 5,5 млрд — на процентный доход, 5,2 млрд — на инвестиционный доход, 9 млрд — на другие виды доходов.
Подразделения по состоянию на 2020 год:
- Операции с ценными бумагами — покупка и продажа акций, облигаций и других ценных бумаг на собственные средства; выручка 5,99 млрд юаней.
- Инвестиционный менеджмент — управление активами публичных и частных фондов, сумма активов под управлением составила около 300 млрд юаней; выручка 3,38 млрд юаней.
- Брокерские услуги — покупка и продажа ценных бумаг для клиентов, а также депозитарные услуги; выручка 14,5 млрд юаней.
- Инвестиционный банкинг — обеспечение финансирования компаний путём размещения их акций и облигаций на фондовых биржах, консультации по вопросам слияний и поглощений; выручка 1,7 млрд юаней.

## Дочерние компании
Основные дочерние компании по состоянию на 2020 год:
- Orient Futures Co., Ltd. (Шанхай, основана в 1995 году)
- Shanghai Orient Securities Capital Investment Co., Ltd. (Шанхай, основана в 2010 году)
- Orient Finance Holdings (Hong Kong) Limited (Гонконг, основана в 2010 году)
- Shanghai Orient Securities Asset Management Co., Ltd. (Шанхай, основана в 2010 году)
- Shanghai Orient Securities Innovation Investment Co., Ltd. (Шанхай, основана в 2012 году)
- Orient Securities Investment Banking Co., Ltd. (Шанхай, основана в 2012 году)
- Golden Power Group Limited (Британские Виргинские острова)